# Stretti Turchi

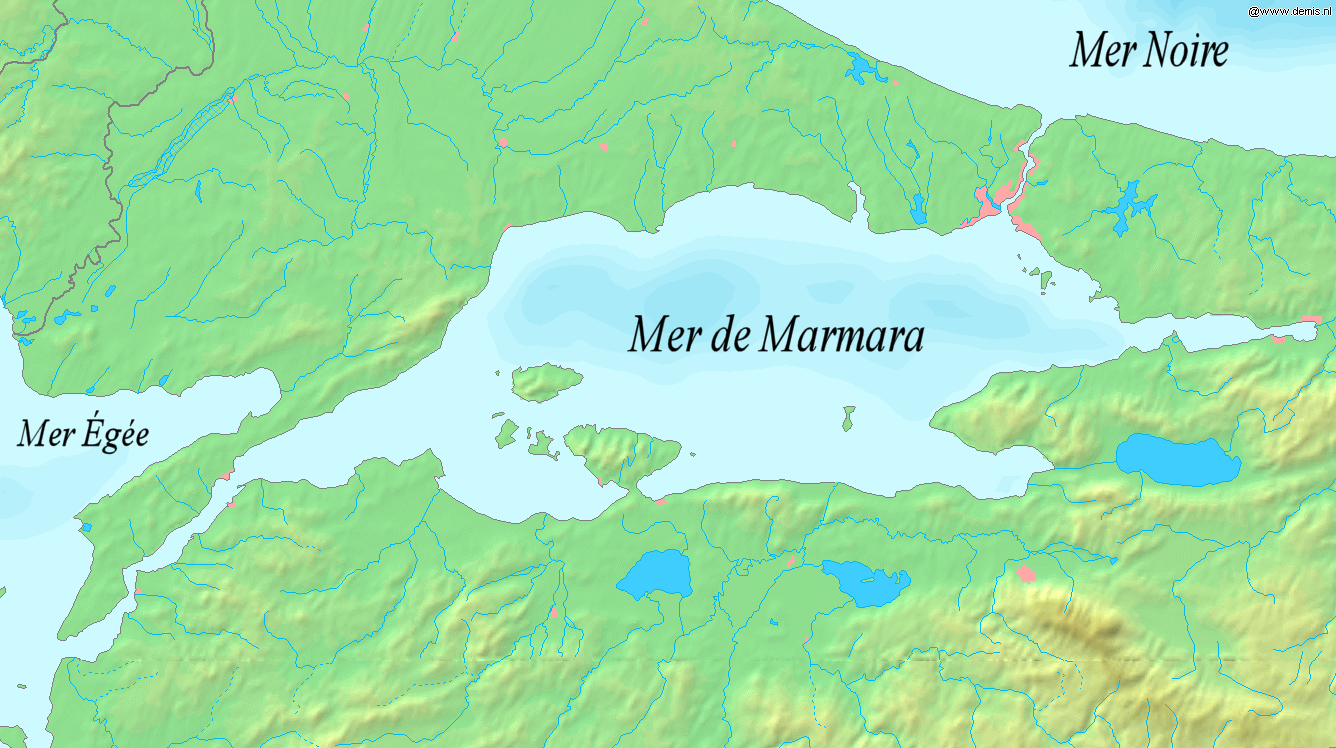
Il Mar di Marmara fra i Dardanelli a sud ed il Bosforo a nord

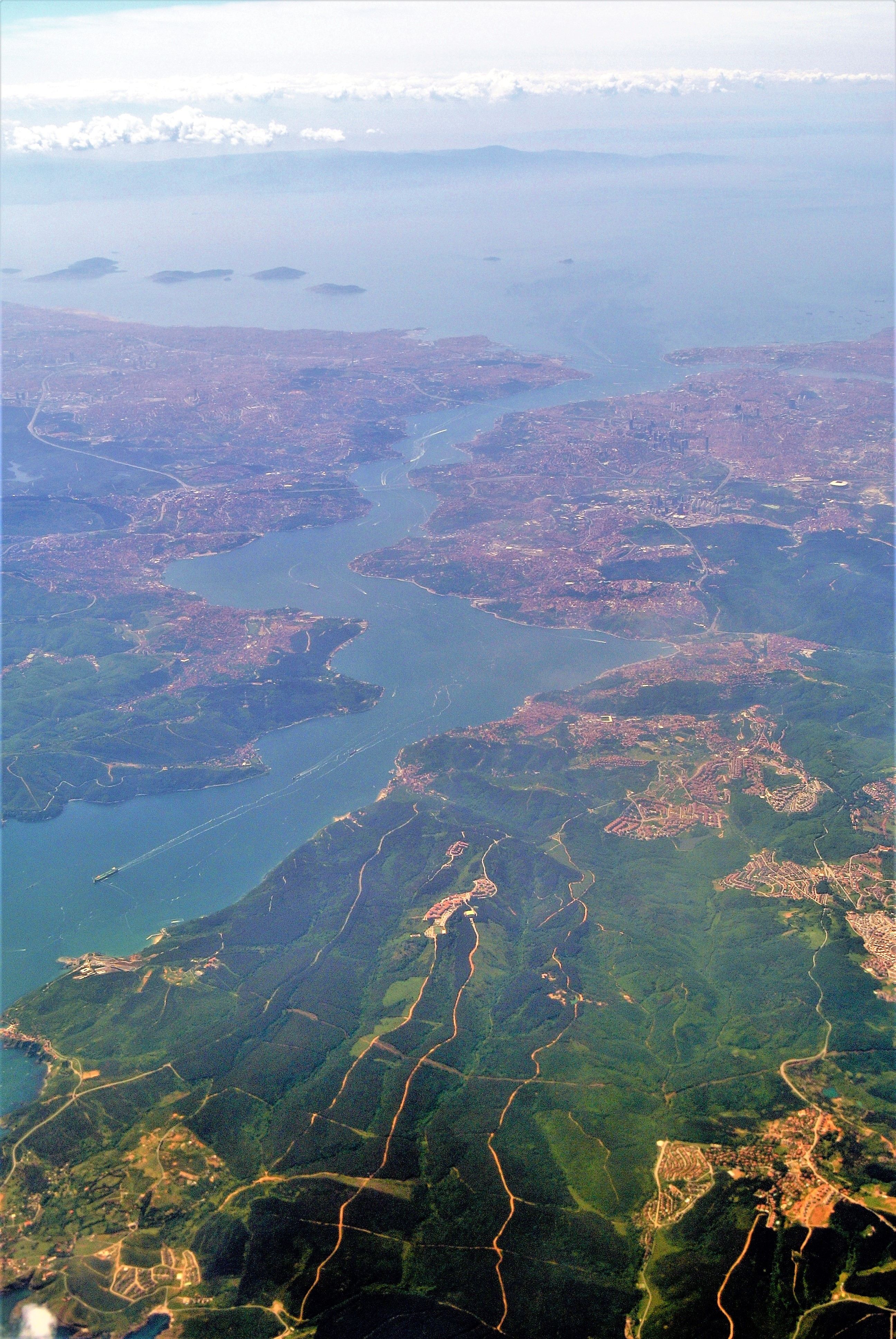
Veduta aerea del Bosforo da nord (in basso) a sud (in alto)

Il termine Stretti o Stretti Turchi (in turco Türk Boğazları) si riferisce ai due stretti (Dardanelli e Bosforo) che uniscono da una parte il Mar di Marmara con il mar Egeo e dall'altra il Mar di Marmara al Mar Nero.
Gli Stretti sono alle estremità opposte del Mar di Marmara. Gli Stretti ed il Mar di Marmara fanno parte del territorio marittimo sovrano della Turchia e sono soggetti al regime delle acque interne.
Situati nella parte occidentale della massa continentale dell'Eurasia, gli Stretti sono convenzionalmente considerati il confine tra i continenti di Europa e dell'Asia, nonché la linea di demarcazione tra la Turchia europea e la Turchia asiatica. In ragione della loro importanza strategica nel commercio internazionale, nella politica e nella guerra, gli Stretti hanno svolto un ruolo significativo nella storia europea e mondiale. Dal 1936 sono disciplinati dalla convenzione di Montreux.

## Geografia
In qualità di vie d'acqua marittime, gli Stretti turchi collegano vari mari lungo il Mediterraneo orientale, i Balcani, il Vicino Oriente e l'Eurasia occidentale. Nello specifico, gli Stretti consentono collegamenti marittimi dal Mar Nero fino all'Egeo ed al Mediterraneo, all'Oceano Atlantico via Gibilterra ed all'Oceano Indiano attraverso il canale di Suez, rendendoli vie navigabili internazionali cruciali, in particolare per il passaggio delle merci provenienti dalla Russia.
Gli Stretti Turchi sono costituiti dai seguenti corsi d'acqua;
- A nord il Bosforo (in turco Boğaziçi o İstanbul Boğazı), lungo circa 30 km e largo circa 700 m, mette in comunicazione il Mar di Marmara con il Mar Nero. Lo stretto attraversa la città di Istanbul, rendendola in questo modo una città appartenente a due continenti. Sul Bosforo sono stati costruiti tre ponti (Ponte sul Bosforo, Ponte di Fatih Sultan Mehmet e Ponte di Yavuz Sultan Selim) ed un tunnel ferroviario denominato Marmaray.
- A sud lo stretto dei Dardanelli (in turco Çanakkale Boğazı), lungo 68 km e largo 1,2 km, unisce il Mar di Marmara con il mar Egeo, nei pressi della città di Çanakkale. Noto anche con il nome di Ellesponto, fu il teatro durante la prima guerra mondiale della battaglia di Gallipoli fra l'esercito turco e le truppe dell'Impero britannico.
- Benché non sia uno stretto di mare, anche il Mar di Marmara (in turco: Marmara Denizi) viene incluso fra gli Stretti Turchi.

Gli sviluppi delle attività economiche rappresentano una minaccia per l'ecosistema marino, che comprende i delfini endemici e le focene.

## Questione degli Stretti
Gli Stretti hanno avuto una grande importanza strategica marittima almeno da quando gli eserciti dell'età del bronzo hanno combattuto la mitologica guerra di Troia vicino l'accesso all'Egeo. Gli stretti passaggi tra l'Asia e l'Europa hanno fornito per lungo tempo le rotte migratorie e di invasione per tanti popoli (come persiani, galati e turchi). Nei giorni del declino dell'Impero ottomano la "questione degli Stretti" coinvolse i diplomatici d'Europa ed ottomani.
Con i termini della convenzione di Londra sugli Stretti conclusa il 13 luglio 1841 tra le Grandi potenze d'Europa - Russia, Regno Unito, Francia, Austria e Prussia - l'"antico dominio" dell'Impero ottomano fu ristabilito chiudendo gli Stretti Turchi a tutte le navi da guerra, escludendo quelle degli alleati del sultano ottomano in tempo di guerra.
Quel trattato divenne il primo di una serie che riguardava l'accesso al Bosforo, al Mar di Marmara ed ai Dardanelli. Esso si evolse dal trattato segreto del 1833 di Hünkâr İskelesi (Unkiar Skelessi), con il quale l'Impero ottomano garantiva l'uso esclusivo degli Stretti alle navi da guerra delle "Potenze del Mar Nero" (ovvero, l'Impero ottomano e l'Impero russo) nel caso di una guerra generale.
Gli Stretti divennero particolarmente importanti nel corso della prima guerra mondiale (1914-1918) come potenziale collegamento tra il fronte orientale ed occidentale delle potenze dell'Intesa. Le forze navali anglo-francesi non riuscirono a prendere il controllo dei Dardanelli (febbraio - marzo 1915), ma nella diplomazia segreta dell'accordo sugli Stretti del marzo-aprile 1915, i membri della Triplice intesa concordarono, in caso di vittoria nella prima guerra mondiale, di cedere all'Impero russo il territorio ottomano che controllava e si affacciava sugli Stretti. Le truppe anglo-francesi lanciarono quindi la campagna di Gallipoli, un'operazione alla fine fallita per prendere il controllo degli Stretti in seguito allo sbarco anfibio nella penisola di Gallipoli (da aprile 1915 a gennaio 1916). Le rivoluzioni di Pietrogrado nel 1917 bloccarono alla fine i piani della Russia di conquistare gli Stretti.
Il moderno trattato che controlla l'accesso è la convenzione di Montreux del 1936 sul regime dello Stretto Turchi, tuttora in vigore. Questa convenzione conferisce alla Repubblica di Turchia il controllo sulle navi da guerra che entrano negli Stretti ma garantisce il libero passaggio delle navi civili in tempo di pace.